# Светско првенство у атлетици на отвореном 2011 — штафета 4 × 400 метара за мушкарце
Трка штафета 4 х 400 метара за мушкарце на Светском првенству у атлетици 2011. у Тегуу одржана је 1 и 2. септембра на стадиону Тегу.

## Победници
| Злато | Сребро | Бронза                                                                                               |
| Сједињене Државе 2:59,31 · Грег Никсон · Бершон Џексон · Анџело Тејлор · Лашон Мерит · Џамал Торенс* · Мајкл Бери* | Јужна Африка 2:59,87 · Шејн Виктор · Офенсе Могаване · Вилем де Бер · Луис Јакоб ван Зил · Оскар Писторијус* | Јамајка 3:00,10 · Алодин Футерџил · Џермејн Гонзалес · Рајкер Хилтон · Лефорд Грин · Ленсфорд Спенс* |

## Рекорди
Рекорди пре почетка светског првенства 2011. године.
| Светски рекорд             | Сједињене Државе · (Ендру Валмон, Квинси Вотс, Бач Рејнолдс, Мајкл Џонсон)            | 2:54,29 | Штутгарт, Немачка  | 22. август 1993.    |
| Рекорд светских првенстава | Сједињене Државе · (Ендру Валмон, Квинси Вотс, Бач Рејнолдс, Мајкл Џонсон)            | 2:54,29 | Штутгарт, Немачка  | 22. август 1993.    |
| Најбољи резултат сезоне    | Сједињене Државе · (Милер Брајан, Хенри Табарие, Прибл Мајкл, Деметријус Пајндер)     | 3:00,45 | Остин, САД         | 9. април 2011.      |
| Афрички рекорд             | Нигерија · (Клемон Чукву, Џад Моње, Сандеј Бада, Енофиок Удо Обонг)                   | 2:58,68 | Сиднеј, Аустралија | 30. септембар 2000. |
| Азијски рекорд             | Јапан · (Шуњи Карубе, Коџи Ито, Ђун Осакада, Шигеказу Омори)                          | 3:00,76 | Атланта, САД       | 3. август 1996.     |
| Северноамерички рекорд     | Сједињене Државе · (Ендру Валмон, Квинси Вотс, Бач Рејнолдс, Мајкл Џонсон)            | 2:54,29 | Штутгарт, Немачка  | 22. август 1993.    |
| Јужноамерички рекорд       | Бразил · (Еронилде де Араужо, Клеверсон да Силва, Клодине да Силва, Сандерлеи Парела) | 2:58,56 | Винипег, Канада    | 30. јул 1999.       |
| Европски рекорд            | Уједињено Краљевство · (Ајван Томас, Џејми Баулч, Марк Ричардсон, Роџер Блек)         | 2:56,60 | Атланта, САД       | 3. август 1996.     |
| Океанијски рекорд          | Аустралија · (Брус Фрејн, Гери Минихан, Рик Мичел, Дарин Кларк)                       | 2:59,70 | Лос Анђелес, САД   | 11. август 1984.    |

## Квалификационе норме
| A норма | Б норма |
| ------- | ------- |
| 3:04,00 |         |

## Сатница
| Датум              | Време | Рунда      |
| ------------------ | ----- | ---------- |
| 1. септембар 2011. | 12:30 | Полуфинале |
| 2. септембар 2011. | 21:15 | Финале     |

Сатница је по локалном, корејском времену.

## Резултати
| Легенда: | кв | Квалификовани по времену | КВ | Квалификовани | НР | Национални рекорд | ЛР | Лични рекорд | РС | Лични рекорд сезоне | НРС | Најбољи резултат сезоне |

### Полуфинале
Пласман у финале обезбедиле су по три прволпасиране штафете из обе полуфиналне групе (КВ) и две штафете са најбољим временом (кв).
| Поз. | Група | Репрезентација         | Атлетичари                                                                       | Време   | Напомена      |
| ---- | ----- | ---------------------- | -------------------------------------------------------------------------------- | ------- | ------------- |
| 1.   | 1     | САД                    | Грег Никсон, Џамал Торенс, Мајкл Бери, Лашон Мерит                               | 2:58,82 | КВ, РСП       |
| 2.   | 1     | Јамајка                | Алодин Футерџил, Рајкер Хилтон, Ленсфорд Спенс, Лефорд Грин                      | 2:59,13 | КВ, РС        |
| 3.   | 1     | Јужноафричка Република | Оскар Писторијус, Офенсе Могаване, Вилем де Бер, Шејн Виктор                     | 2:59,21 | КВ, НР        |
| 4.   | 1     | Уједињено Краљевство   | Ричард Страхан, Најџел Левин, Кристофер Кларк, Мартин Руни                       | 3:00,38 | кв            |
| 5.   | 1     | Немачка                | Јонас Плас, Камге Габа, Ерик Кригер, Томас Шнајдер                               | 3:00,68 | кв            |
| 6.   | 2     | Белгија                | Антоан Жиле, Жонатан Борле, Нилс Дверинк, Кевин Борле                            | 3:00,71 | КВ, РС        |
| 7.   | 2     | Кенија                 | Винсент Киплангат Косгеи, Андерсон Мурета Муртеги, Винсент Мумо Килу, Марк Мутаи | 3:00,97 | КВ, РС        |
| 8.   | 2     | Бахаме                 | Рамон Милер, Авард Монкур, Андре Вилијамс, Латој Вилијамс                        | 3:01,54 |               |
| 9.   | 2     | Аустралија             | Бен Офераинс, Тристан Томас, Стивен Саломон, Шон Вро                             | 3:01,56 | РС            |
| 10.  | 2     | Пољска                 | Кацпер Козловски, Пјотр Вјадерек, Јакуб Кшевина, Марћин Марћињишин               | 3:01,84 | РС            |
| 11.  | 1     | Тринидад и Тобаго      | Цвид Хјуит, Џарин Саломон, Дион Лендор, Рени Куов                                | 3:02,47 |               |
| 12.  | 1     | Јапан                  | Кеи Такасе, Јузо Канемару, Јусуке Ишитсука, Хидејуки Хиросе                      | 3:02,64 | РС            |
| 13.  | 2     | Француска              | Николас Фијон, Теди Венел, Мамаду Ане, Жоан Десимус                              | 3:03,68 |               |
| 14.  | 1     | Јужна Кореја           | Парк Бонг Го, Лим Чан Хо, Ли Џун, Сеонг Хјеох Џе                                 | 3:04,05 | НР            |
| 15.  | 2     | Саудијска Арабија      | Исмаил Ал Шабани, Јусуф Ахмед Масрахи, Хамид Ал Биши, Мухамед Ал Салхи           | 3:05,65 | РС            |
| 7.   | 2     | Русија                 | Максим Дилдин, Константин Свечкар, Павел Тренихин, Денис Алексејев               | 3:00.81 | КВ, РС, Диск. |

### Финале
| Пласман | Стаза | Репрезентација         | Атлетичари                                                                      | Време   | Белешка  |
| ------- | ----- | ---------------------- | ------------------------------------------------------------------------------- | ------- | -------- |
|         | 5     | САД                    | Грег Никсон, Бершон Џексон, Анџело Тејлор, Лашон Мерит                          | 2:59,31 |          |
|         | 8     | Јужноафричка Република | Шејн Виктор, Офенсе Могаване, Вилем де Бер, Луис Јакоб ван Зил                  | 2:59,87 |          |
|         | 4     | Јамајка                | Алодин Футерџил, Џермејн Гонзалес, Рајкер Хилтон, Лефорд Грин                   | 3:00,10 |          |
| 4.      | 6     | Белгија                | Жонатан Борле, Антоан Жиле, Нилс Дверинк, Кевин Борле                           | 3:00,41 | РС       |
| 5.      | 7     | Кенија                 | Винсент Киплангат Косгеи, Винсент Мумо Килу, Андерсон Мурета Мутеги, Марк Мутаи | 3:01,15 |          |
| 6.      | 1     | Уједињено Краљевство   | Ричард Страхан, Најџел Левин, Кристофер Кларк, Мартин Руни                      | 3:01,16 |          |
| 7.      | 2     | Немачка                | Јонас Плас, Камге Габа, Мигел Риго, Томас Шнајдер                               | 3:01,37 |          |
| 4.      | 3     | Русија                 | Максим Дилдин, Константин Свечкар, Павел Тренихин, Денис Алексејев              | 3:00,22 | РС Диск. |